# الذنبة (المخادر)

تعديل مصدري - تعديل

الذنبة هي إحدى قرى عزلة المعشار بمديرية المخادر التابعة لمحافظة إب، بلغ تعداد سكانها 245 نسمة حسب تعداد اليمن لعام 2004.